# Anisotropia magnetica
L'anisotropia magnetica è la dipendenza direzionale delle proprietà magnetiche di un materiale. Un materiale isotropo dal punto di vista magnetico non ha una direzione preferenziale di orientazione del momento magnetico in assenza di un campo esterno mentre un materiale anisotropo avrà un momento che tenderà ad allinearsi ad un asse preciso.

## Sorgenti di anisotropia magnetica
Ci sono meccanismi differenti che possono portare all'anisotropia magnetica:
- Anisotropia magnetocristallina: la struttura a livello atomico di un cristallo introduce delle direzioni preferenziali per la magnetizzazione; questo fatto discende sostanzialmente dall'accoppiamento spin-orbita ed è un riflesso dell'influenza che ha il reticolo stesso sulla distribuzione spaziale delle orbite elettroniche.
- Anisotropia di forma: quando una particella macroscopica o microscopica non è perfettamente sferica la magnetizzazione non sarà uguale in tutte le direzioni: si avrà un asse preferenziale; questo fatto discende dalla presenza di un campo smagnetizzante che dipende direttamente dalla geometria dell'oggetto ferromagnetico.
- Anisotropia da deformazione:  uno stato tensionale può alterare il comportamento magnetico portando ad un'anisotropia magnetica; poiché una tensione od una compressione si traducono in una deformazione del reticolo cristallino, modificando quest'ultimo è possibile alterare la giacitura della magnetizzazione.
- Anisotropia di scambio: accade quando sono posti a contatto atomico un materiale ferromagnetico e un materiale antiferromagnetico[2].

## Energia di anisotropia
Si consideri una particella magnetica con un asse preferenziale di magnetizzazione. L'energia di anisotropia può essere espressa come
{\displaystyle E=K\sin ^{2}(\theta )},
dove {\displaystyle K} è la costante di anisotropia, e {\displaystyle \theta } è l'angolo formato dall'asse preferenziale e la magnetizzazione della particella. Quando è esplicitamente considerata anche l'anisotropia di forma il simbolo {\displaystyle {\mathcal {N}}} è spesso indicato per indicare la costante di anisotropia invece di {\displaystyle K}.